# Mai scommettere la testa col diavolo
Mai scommettere la testa col diavolo - Racconto morale (Never Bet the Devil Your Head - A Tale With a Moral) è un racconto scritto da Edgar Allan Poe e pubblicato per la prima volta nel settembre del 1841 sul periodico Graham Lady's and Gentleman's Magazine.

## Trama
Nonostante abbia avuto una madre severissima (che però lo picchiava sempre dal verso sbagliato, spingendo dentro di lui il male anziché cacciarlo fuori) Toby Dammit è cresciuto pieno di cattive abitudini, tra le quali la più sconveniente è quella di ripetere ad ogni minima occasione "Scommetto la mia testa col Diavolo". Un giorno, durante una passeggiata con un amico, Toby Dammit s'impunta a voler scavalcare con un balzo il cancello girevole posto all'uscita di un ponte coperto. Il suo compagno vorrebbe convincerlo a desistere da una simile bravata, ma l'apparizione di un vecchio zoppo vestito di nero sembra spingere inesorabilmente Toby Dammit a compiere il pericoloso salto.

## Riferimenti in altri media
Da questo racconto il regista italiano Federico Fellini ha liberamente tratto Toby Dammit, episodio da lui diretto per il film collettivo Tre passi nel delirio.